# Giải bóng đá hạng nhất quốc gia 2015 (kết quả chi tiết)
Dưới đây là lịch thi đấu và kết quả chi tiết của Giải bóng đá Hạng Nhất Quốc gia Kienlongbank 2015, hay Kienlongbank V.League 2 - 2015 diễn ra từ ngày 11 tháng 4 đến 29 tháng 8 năm 2015. Mùa giải này có 8 đội bóng tham dự: Bình Phước, Công an Nhân dân, Đắk Lắk, Hà Nội, Huế, Nam Định, Phú Yên, Thành phố Hồ Chí Minh.

## Lượt đi

### Vòng 1
| Ngày 11 tháng 4 năm 2015 | CLB bóng đá Huế                                                                     | 3 - 0 | Thành phố Hồ Chí Minh | Sân vận động Tự Do                               |  |
| 15:30                    | Nguyễn Văn Cường 5' · Trần Văn Luân 48' · Phan Anh Hoàng 70' · Nguyễn Văn Chiến 85' |       | Lê Minh Hòa 72'       | Lượng khán giả: 5,000 Trọng tài: Phùng Quốc Quân |  |

| Ngày 11 tháng 4 năm 2015 | Phú Yên | 0 - 0 | Bình Phước        | Sân vận động Phú Yên                        |  |
| 15:30                    |         |       | Hồ Văn Phương 61' | Lượng khán giả: 5,000 Trọng tài: Lê Bá Hoài |  |

| Ngày 11 tháng 4 năm 2015 | Nam Định | 2 - 1 | Công An Nhân dân                        | Sân vận động Thiên Trường                         |  |
| 16:00                    | Hoàng Nhật Nam 49' · Hoàng Ngọc Linh 66' · Hoàng Nhật Nam 17' · Vũ Hữu Quý 22' · Trần Ngọc Lộc 65' · Đinh Quang Phán 90+2' · Hoàng Minh Tuấn 24' 81' 81' |       | Nguyễn Hữu Sơn 71' · Nguyễn Văn Long 8' | Lượng khán giả: 3,500 Trọng tài: Nguyễn Hoàng Anh |  |

| Ngày 11 tháng 4 năm 2015 | Hà Nội                                | 1 - 0 | Đắk Lắk           | Sân vận động Hàng Đẫy                           |  |
| 17:00                    | Trịnh Duy Long 52' · Ngân Văn Đại 83' |       | Đỗ Thanh Sang 75' | Lượng khán giả: 1500 Trọng tài: Nguyễn Văn Kiên |  |

### Vòng 2
| Ngày 18 tháng 4 năm 2015 | Bình Phước                                  | 1 - 1 | Hà Nội                                                                         | Sân vận động Bình Phước                       |  |
| 15:00                    | Bùi Xuân Quý 3' · Phan Nguyễn Duy Giang 62' |       | Hoàng Ngọc Hào 34' · Đỗ Văn Thận 52' · Trịnh Duy Long 63' · Triệu Văn Mạnh 87' | Lượng khán giả: 2,000 Trọng tài: Vũ nguyễn Vũ |  |

| Ngày 18 tháng 4 năm 2015 | Đắk Lắk                                                  | 0 - 3 | Phú Yên                                                          | Sân vận động Buôn Ma Thuột                     |  |
| 15:30                    | Đỗ Thanh Sang 31' · Lê Viết Mẫn 51' · Trần Quốc Tuấn 63' |       | Nguyễn Kiên Quyết 29' · Triệu Việt Hưng 61' · Huỳnh Kim Hùng 66' | Lượng khán giả: 2,500 Trọng tài: Lê Khắc Thành |  |

| Ngày 18 tháng 4 năm 2015 | Thành phố Hồ Chí Minh                                     | 2 - 1 | Nam Định                                  | Sân vận động Thống Nhất                                |  |
| 17:00                    | Lê Minh Hòa 29' · Nguyễn Minh Trung 29' · Bùi Văn Lâm 87' |       | Hoàng Ngọc Linh 87' · Vũ Thành Công 90+2' | Lượng khán giả: 1,000 Trọng tài: Nguyễn Đình Tiến Dũng |  |

| Ngày 18 tháng 4 năm 2015 | Công An Nhân dân  | 0 - 1 | CLB bóng đá Huế                                                    | Sân vận động Hàng Đẫy                        |  |
| 17:00                    | Phan Anh Hoàng 5' |       | Nguyễn Văn Việt 51' · Nguyễn Văn Long 25' · Nguyễn Thành Chung 81' | Lượng khán giả: 500 Trọng tài: Bùi Minh Hưng |  |

### Vòng 3
| Ngày 23 tháng 4 năm 2015 | Phú Yên                                                                                         | 1 - 1 | Thành phố Hồ Chí Minh | Sân vận động Phú Yên                                |  |
| 15:30                    | Triệu Việt Hưng (7) 62' · A Hoàng (23) 76' · Huỳnh Kim Hùng (3) 89' · Triệu Việt Hưng (7) 90+1' |       | Trần Thanh Bình (8) 90+3' · Trần Thanh Bình (8) 38' · Phan Minh Tâm (39) 45' · Lê Tuấn Anh (12) 67' · Nguyễn Minh Trung (17) 62' 90+1' | Lượng khán giả: 3000 Trọng tài: Nguyễn Trung Kiên A |  |

| Ngày 23 tháng 4 năm 2015 | Đắk Lắk                                                                                          | 1 - 1 | Nam Định | Sân vận động Buôn Mê Thuột                        |  |
| 15:30                    | Phan Thanh Bình (26) 48' · A Hoàng (23) 76' · Huỳnh Kim Hùng (3) 89' · Triệu Việt Hưng (7) 90+1' |       | Nguyễn Đức Anh Quốc (20) 34' · Phạm Văn Nam (92) 36' · Trần Mạnh Cường (23) 43' · Phạm Ngọc Tuấn (29) 72' · Hoàng Ngọc Linh (7) 88' · Đinh Quang Phán (25) 90+4' | Lượng khán giả: 1500 Trọng tài: Nguyễn Minh Thuận |  |

| Ngày 25 tháng 4 năm 2015 | CLB bóng đá Huế | 2 - 1 | Bình Phước                                                              | Sân vận động Tự Do                           |  |
| 15:30                    | Võ Lý (8) 54' · Phan Hữu Vân (23) 88' · Nguyễn Văn Cầm (19) 21' · Nguyễn Công Nhật (11) 38' · Nguyễn Văn Cường (4) 86' |       | Lơ Lam Dem (11) 59' 34' · Bùi Xuân Quý (18) 32' · Dương Văn An (23) 80' | Lượng khán giả: 4000 Trọng tài: Ngô Đức Việt |  |

| Ngày 26 tháng 4 năm 2015 | Công An Nhân dân                                                                                      | 1 - 0 | Hà Nội                                                                   | Sân vận động Hàng Đẫy                          |  |
| 17:00                    | Nguyễn Thành Trung (18) 77' · Trần Đình Bảo (3) 5' · Trương Đình Sơn (2) 29' · Phạm Xuân Mạnh (7) 74' |       | Nguyễn Quang Hải (7) 25' · Trần Văn Kiên (18) 27' · Trần Văn Tâm (4) 31' | Lượng khán giả: 500 Trọng tài: Trần Trung Hiếu |  |

### Vòng 4
| Ngày 28 tháng 4 năm 2015 | Thành phố Hồ Chí Minh                                                          | 3 - 0 | Đắk Lắk              | Sân vận động Thống Nhất                        |  |
| 17:00                    | Trần Thanh Bình (8) 1' · Nguyễn Tuấn Anh (9) 26' 38' · Trần Văn Cường (18) 32' |       | Vũ Văn Hiếu (29) 18' | Lượng khán giả: 1000 Trọng tài: Trần Văn Trọng |  |

| Ngày 2 tháng 5 năm 2015 | Bình Phước | 3 - 0 | Công An Nhân dân                            | Sân vận động Bình Phước                        |  |
| 15:00                   | Ngô Viết Phú (5) 7' · Đặng Trần Hoàng Nhựt (24) 51' · Lê Thành Tài (14) 57' · Trương Văn Tuấn (7) 35' · Đặng Trần Hoàng Nhựt (24) 45+1' · Phan Nguyễn Duy Giang (3) 72' |       | Lê Văn Hiệp (5) 81' · Trần Đình Bảo (3) 49' | Lượng khán giả: 1500 Trọng tài: Đặng Quốc Dũng |  |

| Ngày 2 tháng 5 năm 2015 | Nam Định                | 1 - 1 | Phú Yên | Sân vận động Nam Định                            |  |
| 16:00                   | Phạm văn Nam (92) 90+4' |       | Ng. Trương Minh Hoàng (6) 81' · Tạ Thái Học (20) 53' · Nguyễn Xuân Tâm (14) 57' · Trương Trọng Sáng (18) 90+1' · Huỳnh Kim Hùng (3) 90+2' | Lượng khán giả: 3000 Trọng tài: Nguyễn Hoàng Anh |  |

| Ngày 2 tháng 5 năm 2015 | Hà Nội                                                                                                 | 1 - 1 | CLB bóng đá Huế                                                                                            | Sân vận động Hàng Đẫy                         |  |
| 17:00                   | Trịnh Duy Long (9) 42' · Đỗ Hùng Dũng (8) 45' · Nguyễn Quang Tú (2) 88' · Trần Đình Trọng (21) 22' 56' |       | Nguyễn Ngọc Tuấn Tú (7) 45' (pen.) · Võ Lý (8) 17' · Phan Anh Hoàng (12) 83' · Trần Phú Nguyên (6) 28' 62' | Lượng khán giả: 2000 Trọng tài: Ngô Quốc Hưng |  |

### Vòng 5
| Ngày 27 tháng 6 năm 2015 | Công An Nhân dân                              | 0 - 1 | Thành phố Hồ Chí Minh                                                      | Sân vận động Hàng Đẫy                           |  |
| 17:00                    | Đậu Văn Toàn (66) 24' · Lê Mạnh Dũng (12) 60' |       | Nguyễn Văn Thạch (19) 55' · Nguyễn Văn Thạch (19) 22' · Lê Văn Hòa (2) 60' | Lượng khán giả: 500 Trọng tài: Nguyễn Hoàng Anh |  |

| Ngày 27 tháng 06 năm 2015 | Đắk Lắk                                                                                               | 1 - 3 | Bình Phước | Sân vận động Buôn Mê Thuột                      |  |
| 15:30                     | Nguyễn Hồng Quân (9) 78' · Ngô Vũ Thắng (12) 36' · Nguyễn Hồng Quân (9) 55' · Danh Lương Thực (5) 63' |       | Lê Kim Hậu (21) 34' · Bùi Xuân Quý (18) 64' 90+4' · Nguyễn Trung Tiến (8) 81' · Bùi Xuân Quý (18) 90+4' · Rơ Lan Dem (11) 32' 90+1' | Lượng khán giả: 3000 Trọng tài: Phùng Quốc Quân |  |

| Ngày 27 tháng 6 năm 2015 | CLB bóng đá Huế                                                                                        | 3 - 1 | Nam Định                                         | Sân vận động Tự Do                          |  |
| 15:30                    | Võ Lý (8) 8' 76' · Nguyễn Văn Cường (4) 58' · Trương Ngọc Mười (3) 52' · Nguyễn Ngọc Tuấn Tú (7) 90+1' |       | Hoàng Minh Tuấn (28) 15' · Vũ Thế Vương (11) 53' | Lượng khán giả: 3000 Trọng tài: Đỗ Văn Hiếu |  |

| Ngày 27 tháng 6 năm 2015 | Phú Yên                                                                                                 | 2 - 3 | Hà Nội | Sân vận động Phú Yên                            |  |
| 15:30                    | Tạ Thái Học (20) 23' · Lê Phạm Thành Long (11) 37' · Lê Hoàng Thống (15) 8' · Nguyễn Thành Đồng (9) 68' |       | Nguyễn Xuân Dương (20) 5' · Trịnh Duy Long (9) 60' · Đỗ Văn Thuận (14) 67' · Nguyễn Xuân Dương (20) 61' · Ngân Văn Đại (29) 90+4' | Lượng khán giả: 1000 Trọng tài: Nguyễn Văn Kiên |  |

### Vòng 6
| Ngày 4 tháng 7 năm 2015 | Bình Phước | 3 - 1 | Nam Định                                                     | Sân vận động Bình Phước                          |  |
| 15:00                   | Phan Đức Lễ 2' · Lê Kim Hậu 14' · Hồ Sỹ Giáp 64' · Phạm THanh Hải 13' · Đặng Trần Hoàng Nhựt 87' · Kiều Văn Đệ 90+3' |       | Phạm Văn Thuận 75' · Phạm Ngọc Tuấn 36' · Vũ Thế Vương 90+3' | Lượng khán giả: 1,000 Trọng tài: Nguyễn Hữu Tuấn |  |

| Ngày 4 tháng 7 năm 2015 | Đắk Lắk                                                                         | 1 - 0 | CLB bóng đá Huế                                | Sân Đắk Lắk                                  |  |
| 15:30                   | Ythăng Êban 3' · Nguyễn Trọng Phi 31' · Nguyễn Văn Ngọ 21' · Phạm Minh Hiếu 40' |       | Nguyễn Văn Việt 19' · Trần Đình Minh Hoàng 26' | Lượng khán giả: 1,800 Trọng tài: Đỗ Văn Hiếu |  |

| Ngày 4 tháng 7 năm 2015 | Hà Nội                                                     | 1 - 0 | Thành phố Hồ Chí Minh                                                                                    | Sân vận động Hàng Đẫy                        |  |
| 17:00                   | Đỗ Hùng Dũng 61' · Đỗ Văn Thuận 19' · Nguyễn Thái Sung 89' |       | Phan Kim Long 26' · Phạm Đặng Duy An 60' · Lương Văn Nhàn 87' · Nguyễn Duy Khánh 89' · Bùi Văn Lâm 90+3' | Lượng khán giả: 700 Trọng tài: Ngô Quốc Hưng |  |

| Ngày 5 tháng 7 năm 2015 | Phú Yên                                                        | 2 - 2 | Công An Nhân dân                         | Sân vận động Phú Yên                                   |  |
| 15:30                   | Tạ Thái Học 45+1' · Phạm Thanh Tấn 89' · Nguyễn Thành Đồng 60' |       | Nguyễn Như Tuấn 24' · Phạm Xuân Mạnh 69' | Lượng khán giả: 1,500 Trọng tài: Nguyễn Đình Tiến Dũng |  |

### Vòng 7
| Ngày 11 tháng 7 năm 2015 | Phú Yên                         | 1 - 1 | CLB bóng đá Huế                                                                         | Sân vận động Tự Do                                |  |
| 15:30                    | Võ Lý 7' · Nguyễn Tuấn Hiệp 29' |       | Nguyễn Văn Thắng 82' · Lê Hoàng Thông 4' · Nguyễn Văn Thắng 12' · Kiều Thanh Liêm 90+3' | Lượng khán giả: 5,500 Trọng tài: Nguyễn Viết Duẩn |  |

| Ngày 11 tháng 7 năm 2015 | Nam Định                              | 0 - 2 | Hà Nội                                | Sân vận động Thiên Trường                     |  |
| 16:00                    | Hoàng Nhật Nam 56' · Vũ Hữu Quý 90+1' |       | Ngân Văn Đại 69' · Trịnh Duy Long 78' | Lượng khán giả: 1,500 Trọng tài: Vũ Nguyên Vũ |  |

| Ngày 11 tháng 7 năm 2015 | Thành phố Hồ Chí Minh                                                                       | 3 - 1 | Bình Phước | Sân vận động Thống Nhất                                |  |
| 17:00                    | Bùi Trần Tuấn Anh 34' · Nguyễn Hữu Tuấn 67' · Bùi Trần Tuấn Kiệt 87' · Nguyễn Văn Thạnh 25' |       | Nguyễn Tiến Linh 23' · Nguyễn Tuấn Công 13' · Cao Thạch Sa My 61' · Huỳnh Chánh Nghiêm 72' · Trần Hữu Phước 76' · Hồ Văn Phương 78' | Lượng khán giả: 1,000 Trọng tài: Nguyễn Trung Kiên (A) |  |

| Ngày 11 tháng 7 năm 2015 | Công An Nhân dân   | 0 - 0 | Công An Nhân dân                     | Sân vận động Hàng Đẫy                          |  |
| 17:00                    | Đặng Hữu Phước 88' |       | Huỳnh Văn Ly 81' · Dương Văn Hòa 86' | Lượng khán giả: 300 Trọng tài: Nguyễn Văn Kiên |  |